# Samjódžana
Samjódžana („pouta“ v pálí i v sanskrtu) je buddhistický termín označující deset pout, která vážou bytosti k samsáře:
1. víra v existenci „já“ (sakkája-ditthi) - víra, že „já“ je identické s některou z pěti složek (tělesnost, vědomí, vnímání, cítění a mentální formace), nebo že je v nich „já“ obsaženo, nebo že „já“ existuje mimo ně , nebo že „já“ je jejich vlastník.
2. skeptická pochybnost (vičikiččhá) týkající se Buddhy, Nauky a Sanghy; také nejistota, co je prospěšné a co ne, co je hodné následování a co ne, atd. Jedná se o nedostatečnou vůli domýšlet věci do konce.
3. ulpívání na pouhých pravidlech a rituálech (sílabbata-parámása) - ulpívání na názoru, že Očištění lze dosáhnout pouhým dodržováním pravidel a rituálů.
4. smyslová žádostivost (káma-rága) - žádostivost po objektech smyslové skutečnosti.
5. zlá vůle, zášť (vijápáda) - viz dósa
6. žádostivost po jemnohmotné skutečnosti (rúpa-rága)
7. žádostivost po nehmotné skutečnosti (arúpa-rága)
8. domýšlivost, pýcha (mána) - domýšlivost „rovnosti“, domýšlivost „nadřazenosti“ a domýšlivost „méněcennosti“.
9. nepokoj (uddhačča)
10. nevědomost (avidždžá, moha) - nedostatek intuitivního vhledu do Čtyř vznešených pravd a do pomíjivosti, neuspokojivosti a bezpodstatnosti všech jevů.

Prvních pět pout je nazýváno „nižší pouta“, protože vážou k smyslovému světu, zatímco druhých pět se označuje za „vyšší pouta“, neboť vážou k vyšším světům (k tzv. jemnohmotné a nehmotné sféře). V těchto vyšších světech je možné znovuzrození v případě nashromážděné pozitivní karmy a také je možné tyto sféry dosáhnout meditačním pohroužením v tzv. džhánách.
První tři pouta jsou zničena „vstupem do proudu vedoucího k nirváně“ (sotápanna), čtvrté a páté je vyhlazeno při vstupu na stezku nenávratu (anágámí) a zbylých pět je zničeno dosažením nirvány (viz Nadsvětské stezky).
(pozn.: pojmy jsou uváděny v pálí, není-li uvedeno jinak)